# Morgia di Pietracupa - Morgia di Pietravalle
Morgia di Pietracupa - Morgia di Pietravalle este o arie protejată (arie specială de conservare — SAC, sit de importanță comunitară — SCI) din Italia întinsă pe o suprafață de 269 ha, integral pe uscat.

## Localizare
Centrul sitului Morgia di Pietracupa - Morgia di Pietravalle este situat la coordonatele 41°41′41″N 14°31′18″E / 41.694722°N 14.521667°E.

## Înființare
Situl Morgia di Pietracupa - Morgia di Pietravalle a fost declarat sit de importanță comunitară în septembrie 1995 pentru a proteja 1 specie de animale. Situl a fost protejat și ca arie specială de conservare în martie 2017.

## Biodiversitate
Situată în ecoregiunea mediteraneană, aria protejată conține 5 habitate naturale: Păduri panonice-balcanice de stejar turcesc - stejar sesil, Pajiști carstice calcaroase sau bazofile, de Alysso-Sedion albi, Pante stâncoase calcaroase cu vegetație casmofită, Pseudostepă cu ierburi și specii anuale de Thero-Brachypodietea, Pajiști uscate seminaturale și facies de acoperire cu tufișuri pe substraturi calcaroase (Festuco-Brometalia) (* situri importante pentru orhidee).
La baza desemnării sitului se află o specie protejată de  nevertebrate: Melanargia arge.
Pe lângă speciile protejate, pe teritoriul sitului au mai fost identificate 10 specii de plante.